# A mulher sem pecado
A mulher sem pecado, de 1941, fue la primera obra de teatro escrita por Nelson Rodrigues.
A mulher sem pecado se enmarca en las obras psicológicas, junto con Vestido de noiva, una de las primeras obras del dramaturgo.

## Sinopsis
La historia gira en torno a los excesivos celos que Olegário siente por la segunda esposa,  Lídia, y de como eso influye en la vida de la pareja. La situación empeora aún más cuando Olegário queda paralítico, pues se dedica a atormentar a su esposa con acusaciones ofensivas.
Entonces, Olegário contrata a personas para que vigilen a Lídia en todo momento. La obsesión del marido es tal que hasta ve al mendigo loco que vive en la calle como a un amante de Lídia.
En la casa viven el chófer Umberto; la madre de Dr. Olegário, Dña. Anida, que es tomada por loca; Maurício, hermano de sangre de Lídia; así como la criada Inézia y la madre de Lídia, Dña. Márcia.
Toda la trama sucede en un único espacio: el salón de la casa de Olegário.